# Список чилійців німецького походження

## Німецькі Чилійці
Шаблон:German diaspora

### Політичні діячі
- Інгрід Антонієвич Хан[en], міністр економіки (2006), науковець, бізнесвумен
- Ена фон Бер[en], політик Незалежної демократичної спілки[en], генеральний секретар уряду в уряді Пінери та науковець
- Едгардо Енрікес Фредден[en], міністр освіти (1973), морський офіцер, лікар, академік
- Карлос Фредден Лоренцен[en], політик, морський офіцер
- Томас Хірш[en], політик і бізнесмен Гуманістичної партії[en]
- Мігель Каст[en], колишній міністр Odeplan (1978–1980) і праці (1980–1982), президент Центрального банку (1982)
- Карлос Келлер[en], філософ, політик
- Алехандра Краусс[en], політик Християнсько-демократичної партії
- Хорхе Гонсалес фон Мареес[en], фашистський політик
- Рікардо Лагос Вебер[en], політик Партії за демократію, колишній міністр
- Евелін Маттеї[en], політик UDI, міністр праці (2011–) і колишній сенатор
- Рауль Реттіг[en], політик і юрист Радикальної партії[en]

### Військові та поліція
- Рене Шнайдер[en] Головнокомандувач чилійською армією вбитий у 1970 році
- Родольфо Штанге[en] Колишній начальник поліції (Carabineros)
- Фернандо Маттеї Обель[en], Frm. Генерал, командувач ВПС

### Академіки, вчені та письменники
- Ерік Бонгкам-Рудлофф[en], біоінформатик
- Хуан Брюгген Мессторф[en], геолог, письменник
- Вчений Клаудіо Бунстер Вайцман[en]
- Клаудіо Гроссман[en], адвокат, професор права
- Крістіан Хунеус[en], есеїст і письменник
- Пабло Хунеус[en], соціолог і письменник
- Марсела Пас[en], письменниця
- Мігель Каст[en], економіст
- Матіас Клотц[en], архітектор
- Родольфо Армандо Філіппі[en], палеонтолог і зоолог
- Макс Вестенхофер[en], вчений, патолог і біолог
- Теодоро Шмідт, інженер і топограф

### Художники
- Сігрід Алегрія Конрадс[en], актриса
- Густаво Бесерра-Шмідт[en], композитор, академік
- Гільєрмо Дайслер[en], сценограф і візуальний поет
- Оскар Ан, письменник і поет
- Ганс Гельфріц[en], композитор, фотограф
- Патрісіо Маннс[en], композитор, поет, письменник і журналіст
- Глорія Мюнхмайєр[en], актриса
- Деніз Розенталь[en], актриса і співачка
- Антонія Зегерс[en], актриса

### Телебачення та ЗМІ
- Карен Доггенвейлер[en], телеведуча, журналіст
- Марго Кахл Телеведуча, журналіст
- Сесілія Болокко Фонк,[en] телеведуча, модель, Міс Всесвіт 1987
- Діана Болокко Фонк[en] Телеведуча, журналіст
- Телеведучий Маріо Кройцбергер[en]
- Пабло Маккенна Дьорр[en], телеведучий, поет, письменник

### Спорцмени
- Спортсменка Марлен Аренс
- Крістель Кебріх, чилійська плавчиня, Олімпійські ігри 2008 у Пекіні
- Спортсмен Себастьян Кейтель
- Футболіст Алекс фон Шведлер[en]
- Футболіст Крістіане Ендлер[en]
- Футболіст Райнер Вірт[en]
- Колишній тенісист Ганс Гілдемайстер
- Гольфіст Феліпе Агілар Шуллер[en] PGA European Tour[en]
- Герт Вайль[en]
- Хоакін Німанн,[en] гольфіст PGA Tour[en]

### Інші
- Карлос Анвандтер[en] Іммігрант, один із піонерів колонізації
- Модель Уранія Халтенхофф і Міс Чилі </link>[ <span title="This claim needs references to reliable sources. (November 2020)">потрібна цитата</span> ]
- Роза Маркманн, колишня перша леді Чилі
- Пауль Шефер, засновник Colonia Dignidad[en]
- Модель Марія Тереза Штанге[en]

## Дивись також
- Німецькі Чилійці
- Баскська Чилійська[en]
- Британські чилійці[en]
- Хорватські чилійці
- Етнічний німець
- Французькі чилійці[en]
- ІталійськІ чилійці[en]